# Медицинский центр ветеранов (Альбукерке)
Медици́нский центр ветера́нов (англ. Albuquerque Veterans Medical Center) — здание медицинского центра, расположенное в юго-восточной части города Альбукерке, штат Нью-Мексико, США. 19 августа 1983 года включено в Национальный реестр исторических мест США.

## История
Открытие центра состоялось в августе 1932 года. Было возведено четыре корпуса. В 1970-х годах между третьим и четвёртым корпусами появилось здание учебного центра.

## Описание
Объект расположен примерно в пяти милях от центра Альбукерке. Занимает площадь в 83 акра. С восточной, западной и южной стороны здание окружено авиабазой Киртланд.
Отличительной чертой медицинского центра является его архитектурный стиль — пуэбло. Здание первого корпуса имеет коробчатую форму. Высота террас варьируется от одного до четырёх этажей. Прямоугольные окна глубоко врезаны в стены. Потолок главного вестибюля отделан деревянными балками, которые расписаны с использованием индейских мотивов. Второй корпус имеет внешнюю схожесть с церковью. Второстепенные постройки более простые и с меньшей детализацией.